# アグネス・フォン・ポワトゥー

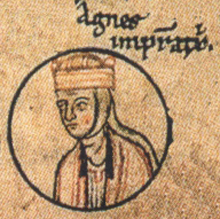
アグネス・フォン・ポワトゥー

アグネス・フォン・ポワトゥー（ドイツ語: Agnes von Poitou, 1025年頃 - 1077年12月14日）は、中世西ヨーロッパのローマ皇后。バイエルン女公（在位：1055年 - 1061年）。ハインリヒ3世の2番目の妃で、ローマ皇帝ハインリヒ4世の母親。夫の死後、ハインリヒ4世の摂政を務めた。教養があり信仰深く、世の賞賛を受けた。フランス語名では、アニェス・ダキテーヌ (Agnes d'Aquitaine)。

## 生涯

### 皇后として
アキテーヌ公ギヨーム5世とその3番目の妃ブルゴーニュ伯オット＝ギヨームの娘アニェスとの間に生まれた。父ギヨームは1030年に死去し、母アニェスはアンジュー伯ジョフロワ2世と再婚した。アグネスは初めはアキテーヌで、後に外叔父ブルゴーニュ伯ルノー1世の元で育った。ブザンソンの叔父の元にいるときに、ローマ皇帝ハインリヒ3世に見初められ、1043年にハインリヒ3世と結婚した。1150年に長男ハインリヒ（後の皇帝ハインリヒ4世）が生まれ、クリュニー修道院長ユーグが洗礼代父となったが、ユーグをハインリヒ3世と引き合わせたのはアグネスであり、ユーグは後にカノッサの屈辱において、ハインリヒ4世を教皇グレゴリウス7世にとりなした人物の一人である。1055年に、1052年に生まれた次男コンラートが死去し、コンラートに与えられていたバイエルン公位がアグネスに与えられた。

### 摂政として
1056年、イタリアから帰国して間もなく夫ハインリヒ3世が死去した。ハインリヒ4世はまだ6歳であり、教皇ウィクトル2世の庇護のもとアグネスが摂政となった。アグネスは前ロートリンゲン公ゴットフリート3世にはロートリンゲンとトスカーナの領有権を与え、フランドル伯ボードゥアン5世父子にエノー伯領の領有を安堵するなど、諸侯との関係改善に努めた。また、空席であった司教や修道院長の座に有能な聖職者を就けた。一方、アグネスは宮廷内ではミニステリアーレを重用したが、このことが有力貴族の反感を強めることとなった。アグネスは有力貴族からの支持を得るため、まず1057年にルドルフ・フォン・ラインフェルデンにシュヴァーベン公位を与えた。これに対してハインリヒ3世にシュヴァーベン公位授与を約束されていたベルトルト・フォン・ツェーリンゲンが異議を唱えたが、アグネスはいずれケルンテン公位を与えることを約束した。そして、1061年には自らの持つバイエルン公位をオットー・フォン・ノルトハイムに、空位となったケルンテン公位を約束通りベルトルト・フォン・ツェーリンゲンに与えた。この3人の公は後にハインリヒ4世と対立することになる。

### 引退
一方、1061年に登位したアレクサンデル2世とドイツ宮廷が推した対立教皇ホノリウス2世の間で教会は分裂状態におちいり、これに嫌気がさしたアグネスは政治からの引退を望むようになったが、それによって宮廷内での権力争いが激化した。そんな中で、1062年4月、ケルン大司教アンノ2世はカイザースヴェルトの宮廷近くでハインリヒ4世をケルンへ拉致した。これをきっかけにアグネスは政治から引退し信仰生活に入り、ピエモンテのフルツァリア修道院で修道女となり、後にローマへ旅立った。政治の実権はアンノが握ることとなったが、数年後にはアンノは宮廷を追われ、代わってハンブルク大司教アーダルベルトが主導権を握った。1065年にはハインリヒ4世は成年に達し、親政を開始したものの、依然としてアーダルベルトが実権を握っていた。しかし翌1066年1月、アーダルベルトが追われ、再びアンノが権力を握った。同年末にはアグネスは教皇アレクサンデル2世からのローマ遠征の要請をハインリヒ4世に伝えるため、ドイツを訪問し、結果的にハインリヒはローマ遠征を中止した。その後ハインリヒ4世は本格的に親政を開始したが、1073年に教皇位についたグレゴリウス7世との関係が悪化、ザクセン貴族をはじめとする諸侯との対立も深まる中、1077年12月にアグネスはローマで死去した。

## 子女
ハインリヒ3世との間に以下の子女をもうけた。
- アーデルハイト（1045年 - 1196年1月11日） - ガンダースハイム修道院長
- ギーゼラ（1047年 - 1053年5月6日）
- マティルデ（1048年 - 1060年5月12日） - 1059年にシュヴァーベン大公・対立ローマ王ルドルフ・フォン・ラインフェルデンと結婚。
- ハインリヒ4世（1050年11月11日 - 1106年8月7日） - ローマ王、神聖ローマ皇帝
- コンラート2世（1052年 - 1055年4月10日） - バイエルン公（1054年 - 1055年）
- ユーディト（1054年 - 1092年/1096年） - 1063年にハンガリー王シャラモンと結婚。その後1089年にポーランド公ヴワディスワフ1世ヘルマンと結婚。